# Punk rock no Brasil
O punk rock brasileiro surgiu como crítica à censura, à repressão do regime militar e à exploração do trabalhador no final da década de 1970.

## História
O punk rock brasileiro nasceu como uma crítica ao regime militar brasileiro, implantado pelo golpe de 64, principalmente à censura e à violenta repressão aplicadas pelo governo. Muitas canções da primeira geração do punk rock brasileiro são consideradas hinos de crítica ao governo.
O início do punk no Brasil surgiu com uma banda inspirada em bandas como MC5, The Stooges e Sex Pistols: A Restos de Nada surgida em meados de 1978. A partir daí, muitos outros grupos foram se formando, criando bandas no mesmo modelo e então formaram o movimento punk. As bandas faziam músicas em formato de discurso, que faziam críticas ao governo e a sociedade. Apesar da Restos de Nada ter sido a precursora do punk brasileiro, só foi gravar seu primeiro álbum em 1987. Assim como aconteceu no exterior, várias bandas eram divulgadas em fanzines.
O primeiro álbum de punk rock brasileiro foi o Grito Suburbano, compilação DIY com Olho Seco, Inocentes e Cólera. Em 1982 também o primeiro grande evento, O Começo do Fim do Mundo, surgiu como o marco inicial do punk rock brasileiro, com 20 bandas da cidade de São Paulo e do ABC paulista e conta com bandas como Ratos de Porão, Ulster, Hino Mortal e Psykóze. A apresentação terminou em um confronto com a polícia.
Houve também o surgimento de importantes bandas de punk rock em Brasília, como Detrito Federal e Aborto Elétrico, Lobotomia, Brigada do Ódio e Garotos Podres em São Paulo e no Rio Grande do Sul, como Os Replicantes.
No final da década de 1980 e início da década de 1990, o punk rock brasileiro teve algumas baixas com bandas se separando, mudando de estilo, casas de shows sendo fechadas e estagnação criativa. Ainda assim, em 1988, em Pernambuco, surgiu o Devotos do Ódio, do Alto José do Pinho, no Recife.
Nos anos 90, o punk rock voltou com tudo à cena no Brasil, muito graças à divulgação do estilo pela internet e pelo então interesse de algumas gravadoras e da mídia por novas bandas de rock.
Começaria então a era do hardcore melódico no Brasil, com nomes como Dead Fish, Dread Full, Pinheads, Primal Therapy, Garage Fuzz, Barneys, Heffer, Againe e tantas outras encabeçando a lista das dezenas de bandas que apareceram deste estilo que sugiram nos anos 90. Vendo a chance de voltar à ativa, muitas bandas da primeira geração voltaram com tudo à cena. Não que essas bandas tenham parado, mas estavam meio que "de férias forçadas", afundadas no ostracismo. Foram os casos de nomes importantes como Inocentes, Cólera, Excomungados e Garotos Podres, que a partir do final dos anos 90 retomaram de vez suas atividades e tiveram um novo recomeço.
A partir da segunda metade da década de 1990, novas bandas de punk rock surgiram, resgatando o estilo original da década de 1970, e com uma cara nova para o punk brasileiro. Dentre essas bandas destacam-se nomes como Colisão Social, Autogestão, Herdeiros da Revolta, Fobia, Flicts, Menstruação Anarquica, todas formadas de 1995 para frente e juntamente com estas bandas outras bandas também se mantém firmes vindo dos anos 80 tais como DZK, Subviventes, Disritmia e SubExistencia.
A partir do ano 2000, com novas casas de shows "underground" abrindo em todas as cidades brasileiras e com a firmação da Internet como veículo principal de divulgação das bandas, ocorreu uma verdadeira explosão na cena e os nomes de bandas se multiplicaram às centenas.
E também começa a partir de 2000 a era dos shows internacionais de bandas punks no Brasil, com destaque para o selo e produtora independente Ataque Frontal, que foi a grande responsável pela inserção da cena punk no Brasil no mapa do punk rock mundial, trazendo bandas consagradas para os palcos brasileiros, dentre elas: Stiff Little Fingers, UK Subs, Exploited, Lurkers, The Vibrators, GBH, Toy Dolls, Dead Kennedys, Agnostic Front, 999, Rezillos, Entre muitas outras.

## Livros sobre o movimento punk
- Mate-me Por Favor (Please Kill Me) (Legs McNeil e Gillian McCain)
- Lobotomy: Surviving the Ramones (Dee Dee Ramone e Legs McNeil)
- O Diário da Turma 1976/1986: A História do Rock de Brasília (Paulo Marchetti)
- O Movimento Punk na Cidade (Janice Caiafa)
- Punk - Anarquia Planetária e a Cena Brasileira (Silvio Essinger)
- A Filosofia do Punk - Mais do que Barulho (Craig O'Hara)
- O que é Punk? (Antônio Bivar)